# Elezioni europee del 1984 in Irlanda
Le elezioni europee del 1984 in Irlanda si sono tenute il 17 giugno.

## Risultati
| Liste  | Liste                              | Gruppo | Voti      | %     | Seggi |
| ------ | ---------------------------------- | ------ | --------- | ----- | ----- |
|        | Fianna Fáil                        | ADE    | 438.946   | 39,18 | 8     |
|        | Fine Gael                          | PPE    | 361.034   | 32,22 | 6     |
|        | Partito Laburista                  | -      | 93.656    | 8,36  | -     |
|        | Sinn Féin                          | -      | 54.672    | 4,88  | -     |
|        | Partito dei Lavoratori             | -      | 48.449    | 4,32  | -     |
|        | Partito Socialista                 | -      | 5.350     | 0,48  | -     |
|        | Partito Verde                      | -      | 5.242     | 0,47  | -     |
|        | Thomas Joseph Maher (Indipendente) | LD     |           |       | 1     |
|        | Altri                              |        |           |       | -     |
| Totale | Totale                             | Totale | 1.120.416 |       | 15    |